# Жолбасши (Келеський район)
Жолбасши́ (каз. Жолбасшы) — село у складі Келеського району Туркестанської області Казахстану. Входить до складу Біртілецького сільського округу.
Населення — 1824 особи (2021; 1793 у 2009, 609 у 1999, 693 у 1989).